# Филипп, герцог Анжуйский
Филипп, герцог Анжуйский (30 августа 1730, Версаль или Версаль — 7 апреля 1733, Версаль) — французский принц, второй сын короля Франции Людовика XV и Марии Лещинской.

## Биография
Принц Филипп родился в Версальском дворце 30 августа 1730 года; он был вторым сыном и пятым ребёнком короля Людовика XV и Марии Лещинской. Будучи сыном короля, он именовался сыном Франции, что также давало ему право на обращение Ваше Королевское Высочество. За свою короткую жизнь он был третьим по значимости мужчиной при дворе, после своего отца Людовика XV и его старшего брата Людовика Фердинанда, дофина Франции. Филипп носил титул герцога Анжуйского с рождения; этот титул прежде носил его отец с рождения в 1710 году до вступления на престол в 1715 году.
Филипп вырос в Версале вместе со своим братом Людовиком Фердинандом и их сёстрами-близнецами Марией Луизой (Мадам Рояль, позднее герцогиня Пармская) и Генриеттой (Мадам Вторая). За свою короткую жизнь Филипп увидел рождение младшей сестры Аделаиды (Мадам Четвёртая) в марте 1732 года и смерть старшей сестры Марии Луизы (Мадам Третья) от простуды в феврале 1733 года.
Филипп был болезненным ребёнком, и за ним ухаживала целая группа нянек, поскольку о королевских детях до пятилетнего возраста заботились только женщины. Суеверные няньки подмешивали землю с могилы святого Медарда в еду ребёнка, чтобы отвратить зло. Мальчику дали столько земли, что в конце концов его органы отказали. Филипп умер в Версале 7 апреля 1733 года в возрасте двух лет. Он был похоронен в королевской базилике Сен-Дени под Парижем.